# 詹益樺

1989年5月19日於鄭南榕喪禮上於總統府前自焚殉道的詹益樺

詹益樺（台灣話：Chiam Ek-hôa，1957年2月22日—1989年5月19日），台灣嘉義縣竹崎鄉人，民主進步黨基層黨工，台灣獨立運動參與者，他的朋友都暱稱他為「阿樺」。1989年5月19日在參加鄭南榕喪禮時，詹益樺帶著預藏的汽油在總統府前引火自焚，自殺身亡，終年32歲。繼鄭南榕之後以自焚履行自己「台灣獨立」的政治理念。他的朋友曾心儀在他過世後所出版的紀念專書中，明確地稱詹益樺為「台灣建國烈士」。

## 背景
詹益樺在龍華工專（現為龍華科技大學）肄業後，曾經擔任遠洋漁船的船員，1985年一次船難意外使詹益樺來到紐西蘭南島的納爾遜，接觸到自由、安詳、和平，令他十分歡喜感歎。「在紐、澳、歐、美、日、很多地方，都有那樣的樂土 – 人活得像人、活得有尊嚴的綠色城鄉。只不過，那時的台灣，離那樣的境界非常遠」。在紐西蘭的短暫生活給詹益樺相當大的影響。
在回到台灣後，詹益樺開始成為黨外運動的義工，熱心支持各種活動。1985年底臺北縣長選舉，詹益樺首次為黨外所推出的縣長候選人尤清助選。不久又前往許榮淑的雜誌社工作，然後又前往鄭南榕的《自由時代雜誌》工作。
1986年10月10日，詹益樺第一次上街頭參加遊行示威，參加包圍台電的反核遊行，舉著「我們反對核子廠！」的海報，默默地跟在謝長廷與洪奇昌後面呼口號。在同年12月2日許信良闖關回國的「桃園機場事件」中，詹益樺在進入中正機場外圍時遭軍警毆打，並被監禁在桃園縣蘆竹鄉的海湖軍營十幾個小時。詹益樺眼睛紅腫、頭部也因而受傷，這個事件一方面引起他極大的憤怒，另一方面也讓他進而認清國民黨的本質，改變了詹益樺的一生。在12月3日的對外記者會上，詹益樺表示：「我這一生，絕對不讓這種代誌再次發生在我身上。」 
之後詹益樺又參加1987年6月12日反對《國家安全法》的抗爭與1988年一月的「許曹德、蔡有全台獨案」聲援活動。他後來自焚以後，過去與他相處較親近的朋友，把他長期來的蛛絲馬跡湊起來，普遍認為，詹益樺在蔡有全被收押、二度入獄後，趨向主張採取強烈抗爭。隔著牢牆，他寫信向蔡有全表達對他的欽慕，向他吐露心聲，談工作計畫，感謝蔡有全給他精神上的鼓勵。
1988年5月20日的「五二○事件」中，台灣農民為不被重視的農業北上請願，詹益樺不但開著宣傳車衝出重圍援救同志，為了抗議立法不公，詹益樺甚至憤而拆下立法院的招牌。
1989年，詹益樺前往高雄縣，投入戴振耀組織的高雄縣農權會從事地方性草根運動，在高雄縣六龜、甲仙、美濃、旗山、大樹、內門等地區協助農民爭取權益。「常年過著苦修式的生活，有時甚至以宣傳車為床，從不叫苦，如此感心令大家感動不已」（邱斐顯 2005）。
詹益樺經常扛著喇叭走在抗爭隊伍之前。
在詹益樺現在留下來的極少數信件中，他曾經這樣表示：
我現拿鋤頭時、挑擔時，常思考這些問題：台灣社會上弱者在哪裡？他們被變成弱者是什麼原因？是什麼人造成？是什麼事情演變？…我自訂一個方向，跌倒成為弱者的人，我站立那個地方扶起他。

## 鄭南榕自焚對詹益樺的影響
除了農運，詹益樺也涉足環保運動、原住民運動以及工人運動。反核、拉吳鳳銅像、苗栗客運抗爭、高雄客運抗爭，都有他的身影。1989年4月7日，鄭南榕於自由時代雜誌社內自焚身亡，詹益樺在聽到這個消息以後非常激動，並於同日的日記中寫到：「我願與上帝同在；不願屈服在豬槽下，鬥陣吃饙，作為一個快樂的豬。」
《台灣建國烈士詹益樺紀念專書》裡則記錄著詹益樺的下面這幾句話：
過去懦弱的我，曾有死亡的夢境，但再生的意志力，能順然睜眼掙脫掉，清醒後一片茫然恐懼，直冒冷汗。但此回期間中，只有一次夢與鄭南榕再相會，清醒狀況與以往不同，心靈似扳開我去接受它。（引自呂美親 2007）
詹益樺也曾說：「鄭南榕是一顆偉大而美好的種子，我希望自己也成為一顆偉大而美好的種子。」
顯然，鄭南榕的死亡對於詹益樺的人生態度，有著相當程度的影響。

## 在總統府前自焚
1989年5月19日是鄭南榕喪禮的日子。鄭南榕的喪禮隊伍前往中華民國總統府遊行，蛇籠和鎮暴警察嚴陣以待。鎮暴部隊在遊行隊伍靠近時向民眾噴射強力水柱，引起群眾的憤怒。就在這個時候，詹益樺為抗議國民黨當局，突然以用預藏的汽油淋在身上，以引火自焚的方式，撲向蛇籠的鐵絲網並掛上「生為台灣人、死為台灣魂」的布條。詹益樺自焚時身上還帶著邱義仁、蔡有全、戴振耀三人的照片。不過鎮暴部隊的水柱自始至終未噴在詹益樺身上。
詹益樺的自焚，讓現場的群眾深受震撼。隔日的《聯合報》卻報導詹益樺曾大喊「卡緊（趕快）把火打熄」，意圖顯示詹益樺的自焚是套招演出。事實上，大喊「卡緊把火打熄」的人是當時的台灣人權促進會會長李勝雄律師。
詹益樺的朋友曾心儀曾經在1989年7月10日的《台灣時報》上，用這樣的文字總結詹益樺的這個殉道行動：
他是第一個為台獨信念在總統府前自焚的殉道者。不管有各種人、用各種不同理由不贊成自焚，更以無比痛苦的心情無法接受他這種經過設計的殉道方式；然而，事實上，也確實做了一件最高層次的抗議，死在最具統治者權威象徵的總統府前面——這是人們無法逃避、必須面對的事實。
台獨運動的參與者史明也曾經這樣表示：「詹益樺的犧牲是人民對抗專制、行使『抵抗權』的極致。」
黑手那卡西工人樂隊團長陳柏偉則有不同於台獨運動參與者（上文提到的曾心儀、史明等人）的意見：
但我認為：只單純從政治運動的角度理解（詹益樺）這麼一個烈士，不僅不夠，直可說是污蔑了他。他所思考的那個獨立的國，絕對不是在抽象中與另一個政治主權互相對抗的抽象的國。他是真真實實地從弱者的社會處境往前思考的；是弱者的處境，而不是擁有權力者的政治分贓。
今日有狂熱者點名左翼對中國因素噤聲，我啞然失笑；但如果真有必要回應這種狂徒式的攻訐，我們當然應該好好地回到詹益樺的提問：「台灣社會上弱者在哪裡？他們被變成弱者是什麼原因？是什麼人造成？是什麼事情演變？」同時記得這些提問的初衷：「跌倒成為弱者的人，我站立那個地方扶啟他。」

## 追思和懷念

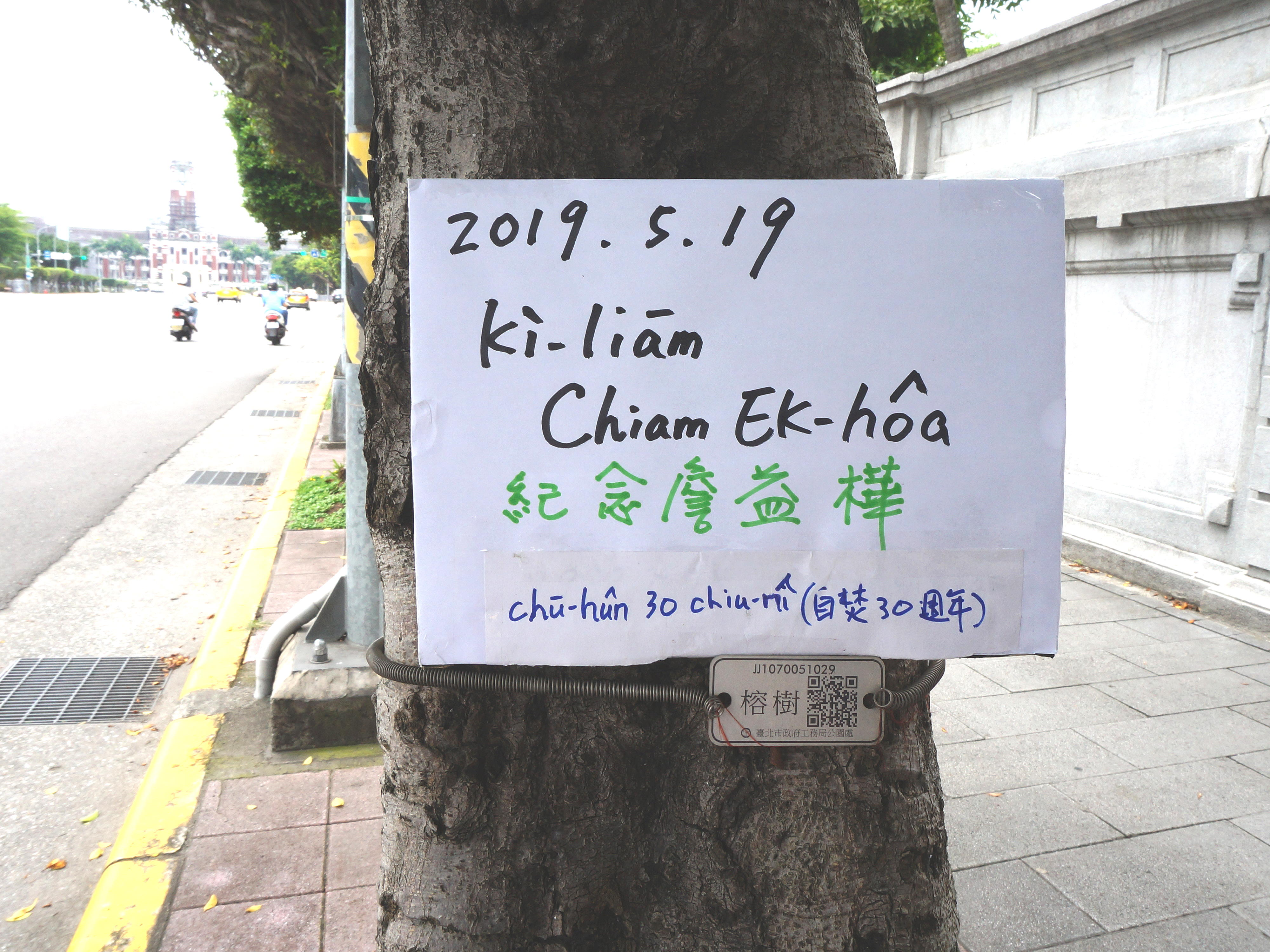
臺北賓館外圍人行道榕樹上的「紀念詹益樺自焚30週年」瓦楞紙板

2003年5月15日，詹益樺的生前好友陳東騰在蔡有全、周慧瑛家中後院自殺。蔡有全提到他們這些基層兄弟情誼時表示，每到5月19日詹益樺自焚之日，也是民進黨前123位創黨黨員之一的陳東騰心裡就很難過。1989年鄭南榕自焚後，詹益樺、陳東騰等六個基層黨工決定，他們要在「五一九」鄭南榕出殯當天於總統府前自焚抗議。因此，每年到了這個時候，陳東騰想起同志之誼，每每不能自已。
2004年7月10日，詹益樺的生前好友、民進黨創黨黨員、精神科醫師陳真表示：
假如鄭南榕還活著，他會怎麼看待這個早已令人陌生的民進黨，這我越來越沒把握；但如果詹益樺還活著，我敢說：他依然是個反對者。
我們同志多年，一起工作，一起上街頭。大家叫他（詹益樺）「阿樺」。他自焚時，我就近在身旁，一直到太平間，沒有離開一步。熊熊烈燄，讓我一生難忘。烈火焚身時，阿樺手上還拿著一個千輝牌打火機，滾燙的後腦勺被鐵蒺藜勾破，流出一大灘烏黑的血；面容卻十分安祥，彷彿只是在睡覺。
（他）自焚前幾天，突然講些莫名其妙的話，說什麼要諒解他的家人。沒有人知道他在暗示什麼。自焚後，人們也迅速遺忘了他。也許因為他沒有耀人學歷，不會論述，除了充滿文法謬誤的一些簡單日記外，沒有留下什麼。
但我倒記得他常講的一個詞：「心靈刑求」。每次同志見面，少不了要罵上幾句萬惡的國民黨；罵得起勁時，一群人可以這樣耗過一個夜晚。阿樺意見多，卻很少罵；記得幾次他離開痛罵國民黨的人群，一個人走到角落，痛苦地猛搖頭說：「真是心靈刑求！」阿樺認為：國民黨不值得罵，因為它不是不懂是非，而是根本無意遵守；趕下台就好了，整天罵它做什麼？再說，要罵就站到陽光底下公開罵，背後罵皇帝有什麼用？
當年頗能認同這些話。整天聽那些不痛不癢的私下唾罵，實在是一種「心靈刑求」。現在更慢慢覺得，這些話用在民進黨身上其實也一樣：它不值得罵，因為它不是不懂是非，而是根本無意遵守；趕下台就好，罵它做什麼？
2007年5月19日，「詹益樺追思紀念委員會」選在嘉義縣竹崎鄉竹崎親水公園為詹益樺立碑及建銅像，紀念詹益樺的碑文內容如下：
詹益樺，1957年2月22日出生於嘉義縣竹崎鄉，胸懷愛心與正義感是阿樺的人格特質。1989年5月19日，在鄭南榕烈士出殯行列受阻於總統府前廣場時，阿樺面對著拒馬、鐵絲網及數千名憲警，自焚殉道。詹益樺烈士犧牲年輕的生命，表達了對台灣的大愛，也激勵了台灣民主運動。
阿樺是位有愛心、富正義感、並且在基層默默耕耘的草根工作者——尤其是對弱勢者的服務工作。享年三十二歲的阿樺，把生命的最後四年全部奉獻給台灣的反對運動。他曾參加過環保、反核、農民、勞工、原住民等運動；他南北奔走，積極參與農民運動，深入基層，組訓農民，足跡遍及全台灣。
與阿樺共事過的朋友，對他最深刻的印象是阿樺對真理有種掩不住的渴慕，面對真理擁有的，是單純且真誠的信仰與奉獻。阿樺最後終於用他的青春和生命來實踐真理，來點燃台灣民主之火。阿樺燃燒生命的火焰，正如提燈照路，在台灣人民心中，持續燃燒生生不熄。其對弘揚台灣政治民主之貢獻，永遠流芳。
2006年7月23日下午，詹益樺的父親詹坤輝帶著詹益樺的骨灰、照片、事蹟字卡等，到民進黨第十二屆第一次全國黨員代表大會（全代會）會場，痛批民進黨開全代會「全是為了私利」。詹坤輝說，當年詹益樺追隨鄭南榕追求民主而自焚，但是詹益樺家屬沒有受到照顧，就連鄭南榕的遺孀葉菊蘭升官後也忘了他們；他更批評民進黨：「你為了你自己、為了自己的地位，大家都說沒有在為阿扁（陳水扁）。阿扁當總統後，我說：台灣要倒楣了。做一個皇帝，手腳要齊。台灣要倒楣了才會選陳水扁。」

## 相關文獻資料
- 曾心儀編著，1989，《阿樺：台灣建國烈士詹益樺紀念專書》。臺北縣永和市：自版。
- 曾心儀，1998，《燃燒的蝴蝶》。臺北縣永和市：自版。

## 資料來源
1. ↑  邱晃泉，2005，〈獨立．奮起．詹益樺〉 [online]。台北：《自由時報》。5月15日 [引用於2007年6月20日]。全球資訊網網址：.   [2009-12-02]. （原始内容存档于2007-09-29）.。
2. 1 2 3 4 5  邱斐顯，2005，〈撲向蛇籠的火鳥：詹益樺〉 [online]。台北：鄭南榕基金會。4月19日 [引用於 2007年6月20日]。全球資訊網網址：.   [2007-06-20]. （原始内容存档于2007-07-11）.。
3. 1 2 3 4  曾心儀，1989，〈尋找阿樺的踪跡〉，見《台灣時報》[online]。台北：鄭南榕基金會。7月10日 [引用於 2007年6月20日]。全球資訊網網址： （页面存档备份，存于）。
4. ↑  .   [2014-01-13]. （原始内容存档于2020-08-13）.
5. ↑  張千舞，2007，〈誰復記得詹益樺？〉 [online]。台北：《自由時報》。5月19日 [引用於 2007年6月20日]。全球資訊網網址： （页面存档备份，存于）。
6. ↑  李心怡，2005，〈台灣魂 焚而不燬 火鳳凰 撲向蛇籠〉 [online]。台北：《新台灣新聞周刊》。5月26日 [引用於 2007年6月20日]。全球資訊網網址： （页面存档备份，存于）。
7. ↑  呂美親，2007，〈還有一個可以更想念的人：詹益樺〉，見《無界之島電子報》 [online]。台北：台灣北社。5月9日 [引用於 2007年6月21日]。全球資訊網網址： （页面存档备份，存于）。
8. 1 2  陳金萬，2007，〈用性命愛台灣 悼念鬥士詹益樺〉 [online]。台北：《新台灣新聞周刊》。5月24日 [引用於 2007年6月20日]。全球資訊網網址： （页面存档备份，存于）。
9. ↑  陳柏偉，2012，〈詹益樺：「跌倒成為弱者的人，我站立那個地方扶啟他。」〉 [online]。陳柏偉的部落格。12月24日 [引用於 2013年1月4日]。全球資訊網網址： （页面存档备份，存于）。
10. ↑  陳真，2004，〈還記得詹益樺嗎？〉 [online]。台北：《中時晚報》。7月10日 [引用於 2013年4月24日]。全球資訊網網址： （页面存档备份，存于）。
11. ↑  童清峰，2006，〈民進黨全代會廢派保扁〉 [online]。香港：《亞洲週刊》。8月6日 [引用於 2012年7月21日]。全球資訊網網址： （页面存档备份，存于）。
12. ↑  侯沛吟，2006，〈DPP全代會／當年自焚不聞問 詹益樺父痛罵扁〉 [online]。台北：TVBS。7月23日 [引用於 2015年7月5日]。全球資訊網網址：

## 外部連結
- 台灣歷史辭典：薛化元：詹益樺自焚事件[永久]
- 共和國雜誌：王寶漣：偉大而美好的種子：想念詹益樺 （页面存档备份，存于）
- 自由新聞網：戴振耀：殉道者銅像 獨裁者銅像 （页面存档备份，存于）
- 20090519詹益樺追思紀念會 [永久]
- 行政院文化建設委員會國家文化資料庫：519鄭南榕出殯、民進黨遊行、詹益樺自焚案(新聞照片)[永久]
- 宋隆泉, 另一種注目：Over My Dead Body 台灣建國烈士鄭南榕出殯 （页面存档备份，存于）
- 江蓋世著《我走過的台灣路》 （页面存档备份，存于）
- 詹益樺的萬華兄弟, 2013/4/8
- 《阿樺－臺灣建國烈士詹益樺紀念專書》，1989，曾心儀編著 （页面存档备份，存于）
- 《民进党炮制詹益樺自焚秀的铁证》